# Teemu Suokas
Teemu Suokas (Helsinki, Finlandia; 27 de marzo de 2001), es un baloncestista finés que pertenece a la plantilla del FC Cartagena Baloncesto de la Primera FEB. Con 1,88 metros de estatura, puede alternar las posiciones de base y escolta.

## Trayectoria deportiva
Suokas nacido en Helsinki se formó en la Helsinki Basketball Academy, antes de formar parte en 2017 del Munkkiniemen Kisapojat. 
Tras su experiencia en el Kisapojat, firmó por el HBA-Marsky de Helsinki, en el que formó parte durante tres temporadas, para después marcharse a Estados Unidos e ingresar en la Universidad Estatal Ball, situada en Muncie, en el estado de Indiana, donde jugaría durante dos temporadas la NCAA con los Ball State Cardinals, desde 2020 a 2022.
En 2022, regresa a su país para incorporarse al Kauhajoki Karhu de la Korisliiga, con el que consiguió ganar la liga en 2022 y llegó a la semifinal de la FIBA Europe Cup.
En la temporada 2023-24, firma por el Salon Vilpas Vikings de la Korisliiga.
El 11 de septiembre de 2024, firma por el Śląsk Wrocław de la Polska Liga Koszykówki, en el que jugaría hasta diciembre del mismo año.
En enero de 2025, regresa a Finlandia para jugar en el Kataja de la Korisliiga.
El 22 de julio de 2025, firma por el FC Cartagena Baloncesto de Primera FEB.

### Selección nacional
Suokas representó a la selección nacional de Finlandia en categoría sub-16 y sub-18.